# Rejon Toktoguł
Rejon Toktoguł (kirg. Токтогул району; ros. Токтогульский район) – rejon w Kirgistanie w obwodzie dżalalabadzkim. W 2009 roku liczył 86 306 mieszkańców (z czego 50,2% stanowili mężczyźni) i obejmował 15 220 gospodarstw domowych. Siedzibą administracyjną rejonu jest Toktoguł.